# Тарзан
Тарзан (англ. Tarzan) — персонаж, созданный писателем Эдгаром Райсом Берроузом и впервые появившийся в книге «Тарзан. Приёмыш обезьяны» (англ. Tarzan of the Apes, более точный перевод «Тарзан — обезьяний приёмыш» или «Тарзан. Приёмыш обезьян»). Журнальная публикация романа состоялась в 1912 году, в 1914 году он вышел отдельной книгой, за которой последовали 23 сиквела. Персонаж изображался и красноречивым, утончённым, как в оригинальных романах, и благородным дикарём с ограниченными языковыми навыками. Тарзана называют одним из самых узнаваемых литературных персонажей в мире. Кроме огромного количества книг, написанных самим Берроузом и другими авторами, персонаж также появлялся во многих фильмах, телевизионных передачах, на радио, в комиксах и пародиях.

## Описание
Тарзан, настоящее имя которого Джон Клейтон третий (John Clayton III), виконт Грейсток, — сын британского лорда, брошенного бандитами вместе с женой на западном побережье Африки. Мать его умерла, а отец был убит Керчаком, вождём племени обезьян, когда мальчик был совсем маленьким. Вскоре после смерти родителей малыш, которому заменила мать обезьяна по имени Кала, стал жить среди приматов, давших ему имя Тарзан («бледнокожий»). Берроуз рассматривал и другие имена для персонажа, в том числе «Зантар» и «Тублат Зан», прежде чем остановился на Тарзане. Писатель добавил истории, происходящие с заглавным персонажем в подростковом возрасте, в шестую книгу о нём — «Приключения Тарзана в джунглях».
Когда Тарзан вырос, он встретил девушку по имени Джейн Портер (Jane Porter, в некоторых фильмах — Джейн Паркер (Jane Parker)). Джейн, её отец и другие люди были точно так же оставлены на побережье Африки, как и родители Тарзана двадцать лет назад. Тарзан влюбляется в Джейн и следует за ней, когда она покидает джунгли и возвращается в США. В более поздних книгах Тарзан и Джейн сочетаются браком и какое-то время живут вместе в Англии. У них рождается сын Джек (Jack), позже взявший обезьянье имя Корак (Убийца). Понемногу Тарзан начал испытывать отторжение к человеческой цивилизации за лицемерие и претенциозность, и в итоге они с Джейн возвращаются в Африку, поселившись в обширном поместье, которое становится базой для более поздних приключений Тарзана.
Тарзан, как он показан у Берроуза, является типичным примером героя, не мучимого сомнениями или угрызениями совести за отсутствием такой необходимости. Он белокожий, но загорелый, высокий, атлетичный, красивый мужчина с серыми глазами. Тарзан — высоконравственный человек, он предан своей жене, во многих ситуациях принимает слабейшую сторону, с друзьями ведет себя сдержанно, но благородно и щедро.
Согласно, по крайней мере, двум произведениям — «Поиск Тарзана» и «Тарзан и „Иностранный Легион“», — Тарзан с некоторых пор не подвержен старению и биологически бессмертен.

## Умения и способности
По своим физическим данным Тарзан превосходит обычных людей. Он, как описывает автор, уже в 10 лет обладал силой 30-летнего мужчины, а по ловкости и быстроте рефлексов с ним не мог бы сравниться даже хорошо тренированный атлет. Скорость реакции также потрясает. Тарзан, по описанию книг, был очень быстр. Он опережал по скорости реакции и быстроте принятия решений самых стремительных хищников джунглей. В дальнейшем Тарзан только всё более совершенствовал свои навыки, силу и выносливость. Он умеет лазить по деревьям, цепляться за ветки и далеко прыгать, как и любая большая обезьяна. Чтобы двигаться с большой скоростью, использует ветки, раскачивание на лианах. Для передвижения он может использовать свои ноги как руки. Хождение босиком помогает ему улучшить гибкость ног.
Тарзан практически не чувствителен к боли. Как описано в одной из книг, Тарзан её ощущает и, конечно, она доставляет ему неудобства, но он легко её переносит и по сути не подвержен болевому шоку. Во многих произведениях Тарзан получал весьма серьёзные ранения, которые обычный человек пережить бы не смог. Однажды Тарзану пришлось вступить в схватку с крокодилом, причём на середине реки, но и из неё он вышел победителем. И хотя одна из его ног была разодрана до кости, это не сильно его замедлило на пути к своей цели.
На лбу Тарзана едва заметный бледный шрам, который багровеет и выступает, когда он испытывает сильную ненависть. Автор часто описывает данную особенность, когда Тарзан находится в весьма разъяренном состоянии. Тарзан описывается как непревзойденный охотник и великий боец. Тарзан выходил победителем из всех сражений с дикими зверями, он побеждал львов, пантер, горилл, носорогов, крокодилов, питонов, леопардов, акул, тигров, гигантских морских коньков и даже динозавров (когда он посетил Пеллюсидара). Тарзан — опытный следопыт, он использует свой исключительный слух и острое обоняние, чтобы преследовать добычу или избегать хищников. Первую гориллу он убил в возрасте 10 лет с помощью найденного отцовского ножа, правда, при этом получил практически смертельные раны и только благодаря приёмной матери, обезьяне Кале, сумел выжить. Именно тогда он и получает свой шрам во весь лоб. В одной из книг в рукопашном бою Тарзан также без труда побеждает чемпиона мира по боксу, который приехал поохотиться в джунгли с автоматом.
Интеллект Тарзана также незауряден. Обезьяний воспитанник обладает великолепными умом и проницательностью. Найдя в 10 лет хижину отца и не зная абсолютно никакого языка, кроме гортанного языка обезьян, он, тем не менее, сам сумел выучить английский язык путем заучивания порядка и количества букв над картинками в азбуке и учебниках. Конечно, говорить он на нем не мог, потому что не знал, как произносить каждую букву и слова в целом, но тем не менее, он мог писать на английском языке на весьма высоком уровне и понимать написанное. В дальнейшем Тарзан выучил несколько языков, такие как английский, французский, немецкий, несколько африканских языков и диалектов.
Также Тарзан великолепный тактик и стратег. В одной из книг в результате нападения арабов и их рабов-людоедов на деревню африканцев был убит деревенский вождь, и Тарзан принял на себя командование оставшимися жителями деревни. В результате его партизанской стратегии удалось полностью победить врага, абсолютно избежав потерь. Приняв на себя обязанности вождя племени, Тарзан ещё в нескольких дальнейших книгах использовал партизанскую тактику, устраивая засады со своим племенем Вазири и побеждая численно превосходящих врагов.
Судя по последним книгам автора, Тарзан обладает бессмертием, при этом рассказывается о двух разных случаях сразу. Первый раз Тарзан спас в джунглях чернокожего человека, который оказался шаманом. В благодарность за спасение тот провел несколько определённых ритуалов и колдовских действий, которые и должны наделить Тарзана бессмертием. Во втором раз рассказывается о некоем забытом племени в джунглях, которое научились делать пилюли бессмертия, убивая и вырезая определённые органы у молодых девушек. При этом в книге «Иностранный Легион» действие происходит во Вторую мировую войну в 40-х годах, и на момент действия Тарзану должно быть уже около 60 лет. При этом Тарзан выглядит как 30-летний молодой мужчина.

## Хронология
Мир Тарзана, благодаря множеству продолжений оригинального произведения, охватывает огромный исторический промежуток. Далее приведено соответствие описываемого времени произведениям в хронологическом порядке:
- 14 000 до н. э.: Последний дар времени — Филипп Хосе Фармер
- 12 000 до н. э.: Хадон из древнего Опара — Филипп Хосе Фармер
- 12 000 до н. э.: Бегство в Опар — Филипп Хосе Фармер
- 1888 — январь 1907 г.: Тарзан, приёмыш обезьян, главы 1-11
- февраль 1907 — август 1908 г.: Приключения Тарзана в джунглях
- август 1908 — август 1909 г.: Тарзан, приёмыш обезьян, главы 12-28
- ноябрь 1909 — сентябрь 1910 г.: Возвращение в джунгли (Опар-1)
- июнь—сентябрь 1912 г.: Тарзан и его звери
- май—ноябрь 1913 г.: Сын Тарзана, главы 1-12
- июнь—июль 1913 г.: Тарзан и запретный город
- ноябрь 1913 — январь 1914 г.: Тарзан и сокровища Опара (Опар-2)
- февраль—май 1914 г.: Сын Тарзана, главы 13-27
- июнь—июль 1914 г.: Вечный возлюбленный
- июль 1914 г.: Отметина красной гиены — Джордж С. Элрик
- август 1914 — октябрь 1918 г.: Тарзан неукротимый
- февраль 1916 г.: Приключения пэра без пэрства — Филипп Хосе Фармер
- октябрь 1918 г.: Тёмное сердце времени — Филипп Хосе Фармер
- ноябрь 1918 — март 1919 г.: Тарзан ужасный
- апрель 1919 — ноябрь 1921 г.: Тарзан и золотой лев (Опар-3)
- ноябрь—декабрь 1922 г.: Тарзан и люди-муравьи
- июнь 1926 — март 1927 г.: Тарзан — повелитель джунглей
- апрель—июль 1927 г.: Тарзан и потерянная империя
- 1927—1928 гг.: Приключения Тарзана в центре земли
- январь—май 1929 г.: Тарзан непобедимый (Опар-4)
- январь—апрель 1930 г.: Тарзан торжествующий (Тарзан против ГПУ)
- сентябрь—ноябрь 1930 г.: Тарзан и город золота
- январь—апрель 1931 г.: Тарзан и человек-лев, главы 1-31
- июнь 1931 г.: Тарзан и люди-леопарды
- апрель—июль 1931 г.: Тарзан и человек-лев, глава 32 (Тарзан в Голливуде)
- май—июнь 1933 г.: Поиск Тарзана
- июнь—сентябрь 1934 г.: Тарзан великолепный
- 1937 г.: Тарзан и чемпион
- сентябрь 1938 г.: Тарзан и убийства в джунглях
- июнь 1939 г.: Тарзан и сумасшедший
- август—октябрь 1939 г.: Тарзан и потерпевшие кораблекрушение
- март—декабрь 1944 г.: Тарзан и иностранный легион
- лето 1945 г.: Забытое приключение Тарзана [Tarzan and the Lost Adventure] (незаконченная рукопись автора, 1946; закончена с согласия наследников Джо Р. Лансдейлом (Joe R. Lansdale) и опубликована в 1995 г.)
- 1948—1955 г. — Тарзан на Марсе — Джон Бладстон
- 1959 г.: Тарзан и человек-молния — Уильям Гилмур
- весна 1965 г.: Тарзан и долина золота — Фриц Лейбер
- 1972 г.: Эксклюзивное интервью с лордом Грейстоком — Филипп Хосе Фармер

## Книги
Хотя права на книги перешли в общественное достояние, в США имя Тарзана является торговой маркой компании Edgar Rice Burroughs, Inc.
В 60-х годах была издана серия книг Бартона Уэрпера, посвященная Тарзану. Она включает романы:
- Тарзан и серебряный глобус / Tarzan and the Silver Globe (1964)
- Тарзан и пещерный город / Tarzan and the Cave City (1964)
- Тарзан и люди-змеи / Tarzan and the Snake People (1964)
- Тарзан и ужасные снежные люди / Tarzan and the Abominable Snowmen (1965)
- Тарзан и крылатые захватчики / Tarzan and the Winged Invaders (1965)

Произведения Уэрпера никогда не были официально признаны ERB, Inc, они были сняты с продажи, а авторские права уничтожены. Последующих авторов, в частности, Фрица Лейбера, легализовали.

## Фильмография

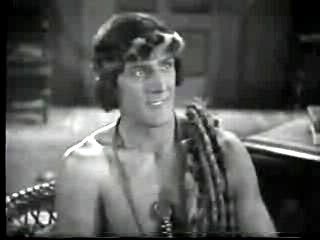
Фрэнк Меррилл в роли Тарзана в фильме «Тигр Тарзан»

Тарзан является персонажем множества фильмов. Первые фильмы были немыми и снимались на основе романов Берроуза, в то время ещё продолжавших выходить. С развитием кинематографа развивался и миф о Тарзане, с 1930-х годов по 1960-е появилось большое количество экранизаций, а главную роль исполняли такие актёры, как Джонни Вайсмюллер (12 фильмов), Лекс Баркер (5 фильмов), Гордон Скотт (6 фильмов). В 1999 году на экраны вышел анимационный фильм компании Walt Disney «Тарзан», получивший несколько наград и премию «Оскар». Наиболее достоверной и близкой к оригиналу считается первая экранизация, вышедшая в 1918 году, — «Тарзан. Приёмыш обезьяны». Последней экранизацией, вышедшей на киноэкранах, является фильм с Александром Скарсгардом в главной роли «Тарзан. Легенда».

## В комиксах
В Японии была издана серия манги «Jungle no Ouja Ta-chan» (яп. ジャングルの王者ターちゃん «Король джунглей Та-тян»), которая частично основана на истории Тарзана. В 1993 году был снят одноимённый аниме-сериал. Сюжет изначально планировался как юмористическая пародия, но впоследствии там появляются китайские боевые искусства, профессиональный американский рестлинг и даже сражения с вампирами.

## Память
В 2003 году писатель был введён в «Зал славы научной фантастики и фэнтези» как «плодовитый автор, работавший во многих жанрах — от фантастики и фэнтези до криминального романа». Отдельно были отмечены 26 произведений про Тарзана и 11 — про Джона Картера.

## Краткий словарь племени обезьян
- Ара — молния, свет
- Бара — олень, лань, антилопа
- Болгани — горилла
- Буто — носорог
- Ваппи (Уаппи) — антилопа
- Га — красный
- Газан — красная шерсть
- Го — чёрный
- Гомангани — чёрный человек
- Горо — луна
- Данго — гиена
- Джимла (Гимла), Джимма — крокодил
- Зан — кожа, шерсть
- Ка-года (Ка-го-да) — сдавайся, сдаешься, сдаюсь
- Капра — козёл
- Корак — убийца
- Криг-а — опасность, берегись
- Куду — солнце
- Мангани — обезьяна (антропоид)
- Ману — мартышка
- Намба, Тамба, Памба — крыса
- Низа — рыба
- Нума — лев
- Пакко (Пассо) — зебра
- Сабор — львица
- Ска — гриф
- Тантор — слон
- Тар — белый
- Тарзан — белая кожа
- Тармангани — белый человек
- Тонгани — бабуин
- Торго — бизон
- Уша — ветер
- Хиста — змея
- Хорта — кабан
- Ху — да
- Шита — пантера